# Добрынкин, Николай Гаврилович
Никола́й Гаври́лович Добры́нкин (9 [21] сентября 1835, Смоленск — 31 августа [13 сентября] 1902, Муром, Владимирская губерния) — муромский краевед, титулярный советник (1898).

## Происхождение
Родился 9 (21) сентября 1835 года в Смоленске. Его мать, Мария Павловна Саксонова (1812—1888), дочь майора итальянской армии Козимо дель Фантэ, погибшего под Смоленском в 1812 году, воспитывавшаяся Екатериной Андреевной Глинкой (сестрой В. А. Глинки) при официальном опекуне — К. И. Аше. Отец, Гавриил Иванович Добрынкин, происходил из купеческой семьи — был сыном разорившегося откупщика из города Торопца Псковской губернии; служил управляющим имениями, винокуренными заводами и питейным откупом города Велижа, у барона Романа Фёдоровича Гернгросс, с семьёй которого была близко знакома Е. А. Глинка. Его свадьба с воспитанницей совершилась вопреки возражениям воспитательницы, которая до конца дней своих не могла примириться с этим фактом. Правда, Марию Павловну она скоро простила, даже наградила, положив порядочную сумму на её имя в ломбард, но Гавриила Ивановича она даже видеть не пожелала. Добрынкины сначала жили в Велиже, а затем Гавриил Иванович поступил на государственную службу — благодаря знакомству его жены с тогдашним смоленским губернатором, Н. И. Хмельницким, он получил должность казначея при правительственном устройстве шоссе, проводимом тогда из Смоленска в Москву.

## Биография
До 1848 года он получал домашнее воспитание, а затем был отдан в Смоленское уездное училище, при которых он блестяще окончил 7 мая 1852 года дополнительные классы землемеров (межевые классы). Однако в чертёжную мастерскую он не пошёл, устроившись, в качестве переписчика, в контору смоленского откупщика И. Ф. Базилевского. В 1857 году откуп Смоленской губернии перешел к И. А. Протасову, на службу к которому и перешёл Добрынкин. В это время им был создан первый труд: «Краткий статистический очерк Смоленской губернии».
С 1859 года жил во Владимирской губернии, где находились имения Протасова. Четыре года он работал в селе Южа Вязниковского уезда (ныне город Южа в Ивановской области), заведуя имением из 12 тысяч десятин земли, а также управляя строившейся бумаго-прядильной (на 120 тысяч веретен) фабрикой.
В конце 1863 года он переехал в Муром, где жил до последнего своего дня. К занятию краеведением привело его знакомство с К. Н. Тихонравовым. Первые труды Добрынкина: «Топографо-статистический альбом Смоленской губернии» и «Слобода Мстера».
Николай Гаврилович Добрынкин является автором многочисленных краеведческих работ, которые печатали «Владимирские губернские ведомости» и «Труды Владимирского губернского статистического комитета», членом которого Добрынкин стал ещё в 1866 году.
Добрынкин принимал участие в археологических раскопках 1873 года графа А. С. Уварова. Полученные данные он обобщил в статье «Следы пребывания доисторического человека в пределах Муромского уезда Владимирской губернии» («Владимирские губернские ведомости». — 1896. — № 18, 19, 25—28). Среди наиболее значимых работ Добрынкина и «Географическо-статистическое описание Муромского уезда».
Н. Г. Добрынкин собрал большую коллекцию предметов старины: грамот, монет, вещей и фотографий. Он также сам фотографировал — в основном, архитектуру города Муром.
С 25 ноября 1898 года являлся действительным членом Владимирской ГУАК.
В 1899—1900 годах он был председателем Муромской уездной земской управы.
Был награждён несколькими государственными наградами. 
Умер 31 августа (13 сентября) 1902 года. Похоронен на Напольном кладбище Мурома.

## Награды
- Орден Святого Станислава 3-й степени (05.12.1877)[1]
- Орден Святой Анны 3-й степени (09.04.1880)
- Орден Святого Станислава 2-й степени (16.12.1899)

## Семья
- Жена — Екатерина Павловна (в девичестве Инихова)
  - Сын — Владимир Николаевич Добрынкин (1879 — ?[2]). Жена — Татьяна Леонидовна (1887 — ?[3]); сын — Михаил (29.01.1916 — ?).
  - Сын — Борис Николаевич Добрынкин. Жена — Лидия;